# Bo (stad)
Bo is na Freetown de grootste stad in Sierra Leone en tevens de grootste stad in de provincie Southern. Bo is de hoofdstad van zowel het district als de provincie waar het in ligt. Het aantal inwoners van de stad wordt geschat op zo'n 370.000. Na Freetown is Bo het grootst op het gebied van educatie, transport, industrie en cultuur in Sierra Leone.
Bo ligt ongeveer 225 kilometer ten zuidoosten van Freetown. Zoals in vrijwel alle delen van Sierra Leone wordt er Krio gesproken in de stad, alhoewel Engels de officiële taal is op scholen en in overheidsgebouwen.
De stad heeft de op een na grootste universiteit van het land, de Njala University. Het Fourah Bay College in Freetown is de grootste universiteit van het land. Bo huisvest ook het Christ the King College, een van de prominentste colleges van het land. In Bo kan men ook een van de grootste middelbare scholen van het land vinden, The Bo Government School. Deze school heeft in zijn bestaan enkele van de beste studenten van het land voortgebracht.
Sinds 2011 is de stad de zetel van een rooms-katholiek bisdom.